# كونراد هوبير (كاتب)
كونراد هوبير (بالألمانية: Konrad Hubert)‏ هو كاتب ترانيم وكاتب ألماني، ولد في 13 أبريل 1507 في باد بيرغتسابرن في ألمانيا، وتوفي في 13 أبريل 1577 في ستراسبورغ في فرنسا.

## وصلات خارجية
- كونراد هوبير على موقع ديسكوغز (الإنجليزية)